# マクベス (スコットランド王)
マクベタッド・マク・フィンレック（Mac Bethad mac Findlaich, 現代ゲール語：MacBheatha mac Fhionnlaigh, 1005年 - 1057年8月15日）は、スコットランド王（在位 : 1040年 - 1057年）。ウィリアム・シェイクスピアの戯曲の題名にもなったマクベス（Macbeth）の通称で世界的に知られる。マルカム2世の次女ドウナダ（Donada）とマリ領主フィンレック（Findlaich）の間に生まれた。異父兄にオークニー伯トールフィン（ソーフィン）がいる。マクベスの名は、ゲール語で「生命の子（マク・ベーサ）」の意味である。

## 生涯
1040年8月14日、従兄のダンカン1世を殺害し、王位を奪った。マクベスは、反対勢力や王位継承の可能性のある者たちを次々と抹殺していった。1043年に共にアルピン王家の血を引くバンクォウを殺害、1045年にはダンカン1世の父でアサル領主のクリナンと戦って彼を殺害した。
マクベスは統治能力に優れた人物と言われ、17年と当時としては長期間在位した。また、1050年にはローマへの巡礼旅行に出ている。
1054年、マルカム・カンモーにスクーンの戦いで大敗し、1057年のランファナンの戦いで戦死した。
1032年頃にケネス3世の孫娘グロッホと結婚している。マクベスの死後、王位は継子ルーラッハ（グロッホと先夫マリ領主ギラコムガンとの間の息子）が継承したが、ルーラッハも即位から4か月後にマルカム・カンモーに殺害され、マルカム・カンモーがマルカム3世として即位した。